# Яшчилан

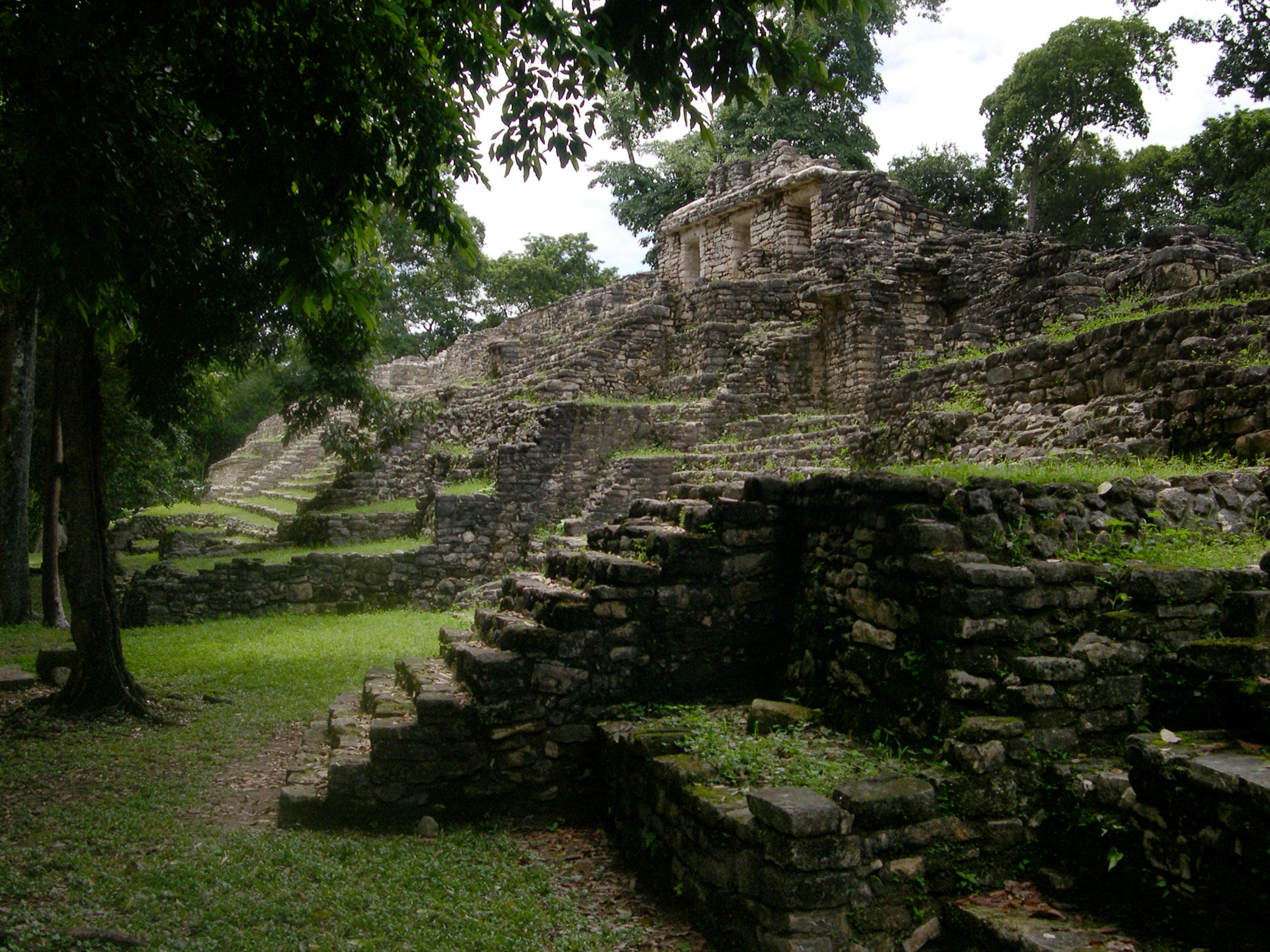
Одна з пірамід на верхній терасі Яшчилану.

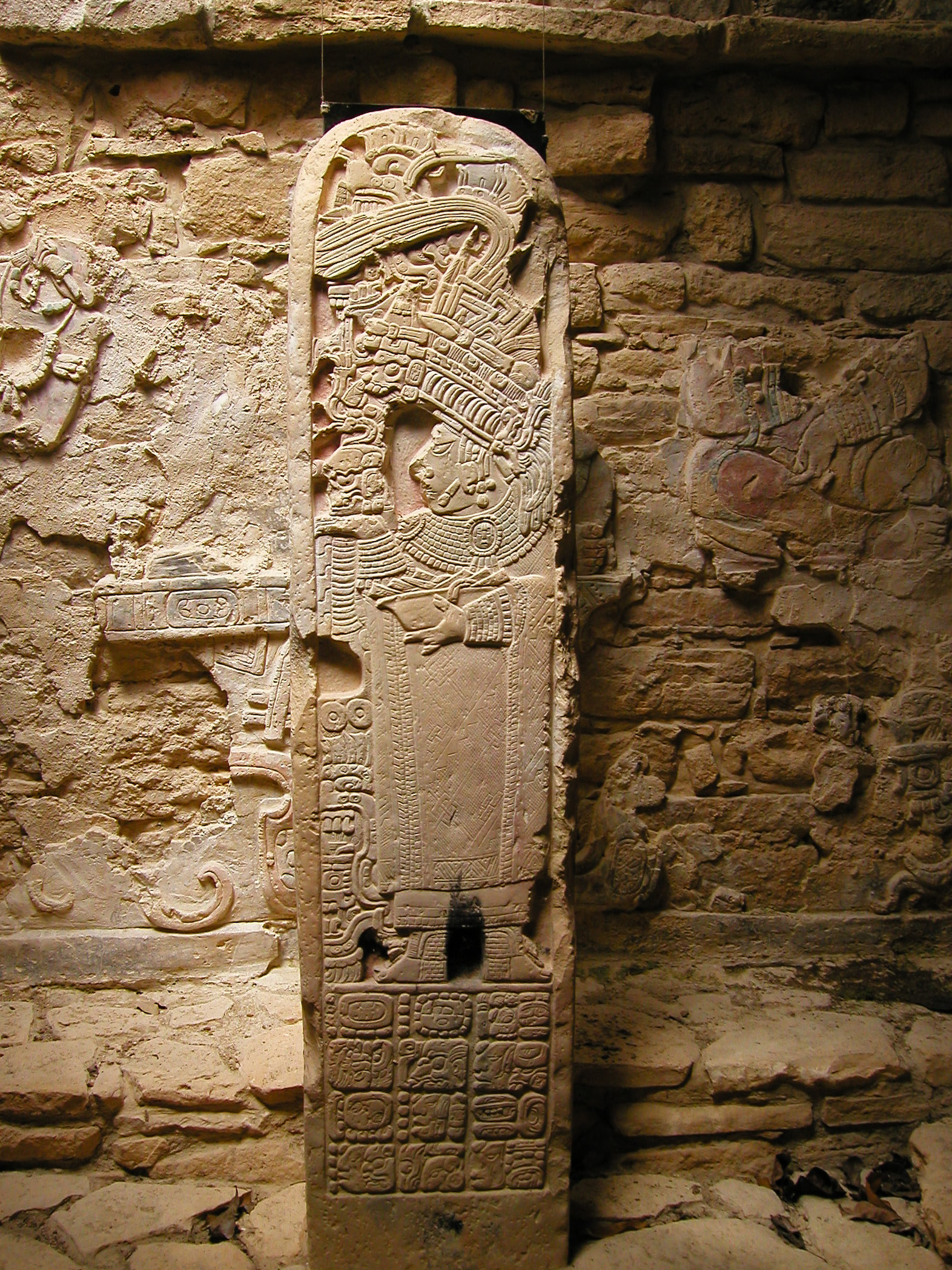
Стела 35

Яшчилан (ісп, мовами мая Yaxchilan) — стародавнє місто та культурний центр мая, що існувало протягом класичного періоду (І тисячоліття н. е.), і археологічна ділянка на його місці. Розташоване на лівому березі річки Усумасінта, на території сучасного мексиканського штату Чіапас, біля кордону з Гватемалою. Отримав широку відомість завдяки пам'яткам архітектури та кам'яним рельєфам, які добре збереглись.

## Назва
Стародавня назва міста — Танхапачан (Танха'па'чан), пізніша назва Яшчилан (Yaxchilan) означає «зелені камені» мовами мая, також іноді називався Менче (Menché) та Лоріярд (Lorillard).
Напис «емблемною ієрогліфією» Яшчилан включає знак «розколотого неба», для якого свого часу на підставі схожості з написанням імені мутульського царя Сійах-Чан-К'авііля пропонувалося читання SIY / SIH . Відповідно повна назва царства читалося як Сійахчан. Проте у 2004 році Саймон Мартін на підставі написів з Дос-Піласа та Шкалумкіна а також написання назви місяця Паш, обґрунтував для знака «розколотого неба» читання PA '. У такому випадку, городище Яшчилан в давнину називалося Танхапачан («Серед води розколоте небо») і було столицею царства Пачан («Розколоте небо»). Прочитання Мартіна стало загальноприйнятим серед епіграфістів, оскільки походження топоніма цілком з'ясоване.

## Історія
На території Яшчилана перші поселенці з'явилися у III — I ст. до н.е. Вибір місця для міста явно не випадковий, воно було дуже добре захищене і дозволяло контролювати річковий торговельний шлях.
У давнину Яшчилан був столицею великого політичного утворення — царства Пачан. У 307 році н. е. в Яшчилані з'явилася правляча династія Йопаат-Б'алам I.
У VII ст. царі Пачану приєднали до своїх володінь невелике сусіднє царство Ках. З цього часу вони носять два титули — кухуль-Пачан-ахав кухуль-Ках-ахав ("божественний цар Пачан, божественний цар Ках ").

## Археологія
Перші відомості про місто отримані іспанцем Хакобо де Алькаягою, який відвідав його в кінці XVII століття на чолі розвідницької експедиції. До недавнього часу район Яшчилан залишався практично недослідженим з точки зору археології.

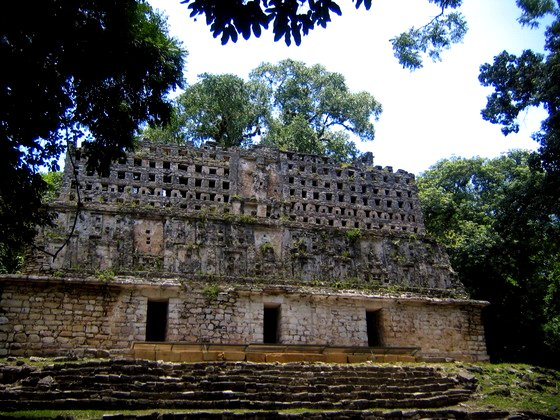

Перші систематичні розкопки яшчиланського акрополя були здійснені археологічним проєктом Національного інституту антропології та історії Мексики під керівництвом Роберто Гарсіа Моля у 1973-1984 роках. Лише в останні два десятиліття в західних низовинах стали здійснюватися регіональні проєкти, спрямовані на дослідження другорядних археологічних пам'яток. Так, 2003 року в Гватемалі розпочав роботу регіональний археологічний проєкт національного парку Сьєрра-дель-лакандон, метою якого є дослідження району правобережжя Усумасінта між Яшчилан та П'єдрас-Неграс.
Центральна частина Яшчилана складається з декількох площ, великого та малого акрополя. Загальна кількість споруд у центрі міста досягає 160. Яшчилан в його нинішньому вигляді був створений головним чином зусиллями двох царів, які правили в VIII ст. — Іцамнаах-Б'алам III (681—742) та його сина Яшун-Б'алам IV (752—769). Серед руїн городища виявлено понад сто прекрасно збережених ієрогліфічних текстів, у яких описується історія царства з 359 по 808 роки. Саме монументальна архітектура та прекрасна скульптура принесли Яшчилану широку популярність, перетворивши його на одну з найважливіших археологічних пам'яток Чіапаса.
Місцеві владики використовували так званий подвійний «емблемний ієрогліф», тобто в титульній фразі одного правителя поєднувалися два різних царських титули. Феномен подвійних «емблемних ієрогліфів» був вперше відзначений вже їх першовідкривачем Генріхом Берліном у 1958 році. Хоча точне значення подібних подвоєнь неясно, вони ймовірно уособлювали якусь форму політичного союзу або позначали два царства, об'єднані під владою одного царя або династії.

## Царі Яшчилана
царі Пачан
- Йопаат-Б'алам I (307-?)
- Іцамнаах-Б'алам I (?-326)
- Яшун Б'алам I (326—369)
- Яш Шукуб Холь I (369—376)
- ? «5-й цар» (376-?)
- К'ініч-Татб'у-Холь I (?-423)
- Хацом Холь I (423—454?)
- Яшун Б'алам II (454?-499)
- Хой Б'алам I (499—526)
- К'ініч-Татб'у-Холь II (526—537?)
- Хой Б'алам II (537?-564?)
- ? (564?-?)
- ? (?-599?)
- Іцамнаах-Б'алам II (599?-611?)
- ? (611?-628)

царі Пачан-Ках
- Яшун Б'алам III (628-.X.681)

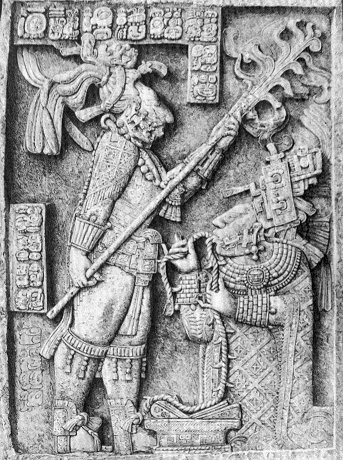
Іцамнаах Б'алам II (стоїть ліворуч)

- Іцамнаах-Б'алам III (647-681-15.VI.742)
- Йопаат Б'алам II (742—752?)
- Яшун Б'алам IV (709-752-768)
- Іцамнаах-Б'алам IV (768—800?)
- К'ініч-Татб'у-Холь III (800?-808?)